# Pseudacris cadaverina
Pseudacris cadaverina, anteriormente Hyla cadaverina,  es una especie de  anfibio anuro de la familia Hylidae.

## Distribución y hábitat
Esta especie se encuentra desde el nivel del mar hasta los 2.290 m de altitud en el suroeste de California en los Estados Unidos y el norte de Baja California en México.